# Notre-Dame-d'Elle
Notre-Dame-d'Elle foi uma comuna francesa na região administrativa da Normandia, no departamento Mancha. Estendia-se por uma área de 2,83 km². Em 2010 a comuna tinha 130 habitantes (densidade: 45,9 hab./km²).
Em 1 de janeiro de 2016, passou a formar parte da nova comuna de Saint-Jean-d'Elle.